# Мигович Іван Іванович
Іван Іванович Мигович (нар. 17 вересня 1942, село Мала Мартинка, Угорщина, тепер Свалявського району Закарпатської області) — доктор філософських наук (1986), професор (1995), член КПУ (з 1961); колишній народний депутат України.

## Біографія
Батько Іван Іванович (1911—1945) — робітник; мати Марія Андріївна (1922—1987) — селянка. Дружина Магдалина Михайлівна (1941) — пенсіонер; дочка Віра (1961) — учитель, м. Едмонтон; син Мирослав (1971) — фізик, м. Едмонтон.
Закінчив агрономічне відділення Мукачівського сільськогосподарського технікуму (1956—1960); Український поліграфічний інститут імені І.Федорова, загальнотехнічний факультет (1961—1969), «Редагування масової літ.»; кандидатська дисертація «Критика ідеології сучасного хасидизму» (Київський університет імені Тараса Шевченка, 1973); докторська дисертація «Критика ідеології і політичної практики клерикального націоналізму» (Москва, Академія суспільних наук, 1986).
У серпні — грудні 1960 року — бригадир-садівник колгоспу імені Кірова Свалявського району Закарпатської області. У грудні 1960 — квітні 1961 року — виконувач обов'язків завідувача хімічної лабораторії Свалявської районної сільськогосподарської інспекція.
Член КПРС з 1961 року.
З травня 1961 року по травень 1962 року — завідувач відділу Воловецької районної газети «Радянська Верховина».
У травні — листопаді 1962 року — інструктор Закарпатського обласного комітету ЛКСМУ в Ужгородському колгоспно-радгоспному управлінні.
У листопаді 1962 — серпні 1965 року — служба в Радянській армії (Прикарпатський військовий округ).
У вересні 1965 — березні 1969 року — інструктор, заступник завідувача відділу пропаганди Закарпатського обласного комітету ЛКСМУ.
У березні 1969 — квітні 1971 року — інструктор, керівник лекторської групи, заступник завідувача відділу пропаганди ЦК ЛКСМУ в Києві.
У травні 1971 — грудні 1977 року — лектор, керівник лекторської групи, заступник завідувача відділу пропаганди Київського обласного комітету КПУ. Одночасно у вересні 1974 — січні 1979 року — викладач, виконувач обов'язків доцента Київського педагогічного інституту. У січні — грудні 1977 року — старший науковий працівник філії Інституту наукового атеїзму Академії суспільних наук у Києві.
У січні 1978 — березні 1987 року — завідувач сектору ЦК КПУ, помічник секретаря ЦК КПУ.
У березні 1987 — травні 1990 року — лектор, консультант, завідувач сектору ідеологічного відділу ЦК КПРС у Москві.
12 травня 1990 — 9 червня 1990 року — секретар Закарпатського обласного комітету КПУ.
9 червня 1990 — серпень 1991 року — 2-й секретар Закарпатського обласного комітету КПУ.
У листопаді 1991 — квітні 1992 року — заступник редактора газети «Закарпатський калейдоскоп». У травні 1992 — червні 1996 року — завідувач відділу соціальних проблем Карпатського регіону Інституту соціології АНУ у місті Ужгороді.
З вересня 1993 року — виконувач обов'язків професора кафедр філософії і політології, з липня 1996 року — завідувач кафедри соціальної роботи Ужгородського державного університету.
У 1994—1996 і з 2000 року — 1-й секретар Закарпатського обласного комітету Комуністичної партії України (КПУ).
Народний депутат України III скликання. 03.1998—04.2002 від КПУ, № 52 в списку. Голова підкомітету з питань біженців, міграції та у зв'язках з українцями, які проживають за кордоном Комітету з питань прав людини, національних меншин і міжнаціональних відносин (з 07.1998), чл. фракції КПУ (з 05.1998).
Народний депутат України IV скликання. 04.2002—.04.2006 від КПУ, № 44 в списку. Член фракції комуністів (05.2002—.04.2006), голова підкомітету з питань біженців, міграції та у зв'язках з українцями, які проживають за кордоном Комітету з питань прав людини, національних меншин і міжнаціональних відносин (06.2002—.04.2006).
У березні 2006 року — кандидат в народні депутати України від КПУ, № 56 в списку.
Член Соціологічної асоціації України, Української асоціації релігієзнавців, НСЖУ (з 1962).
Автор (співав.) 22 книг і брошур, зокрема: «Закарпатський соціум (етнологічний аспект)» (2000, співав.), «Слово за русинів» (1999, співав.), «Карпатами поріднені (нарис етнополітичної історії і сучасного стану українсько-словацьких взаємин)» (1997, співав.), «Соціальна робота (вступ до спеціальності)» (1997), «Основи соціології» (1996), «Соціальне самопочуття і ціннісні орієнтації закарпатців» (1994, співав.), «Релігія і церкви в нашому краї» (1993) та ін., близько 150 статей.
Володіє словацькою та німецькою мовами. Захоплення: туризм.
Нагороджений чотирма медалями.